# Liste de fromages levantins

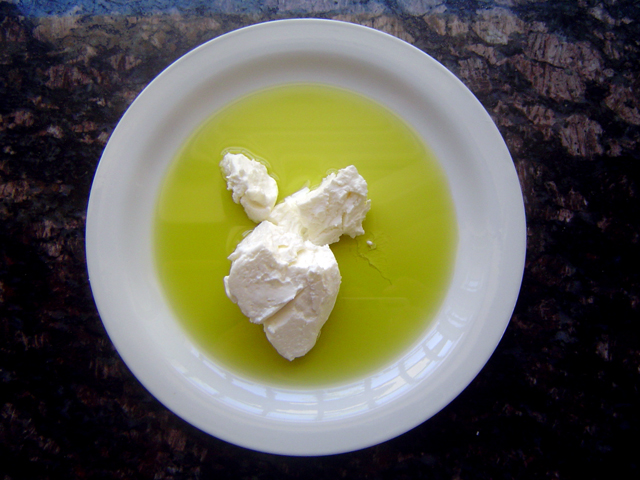
Labneh.

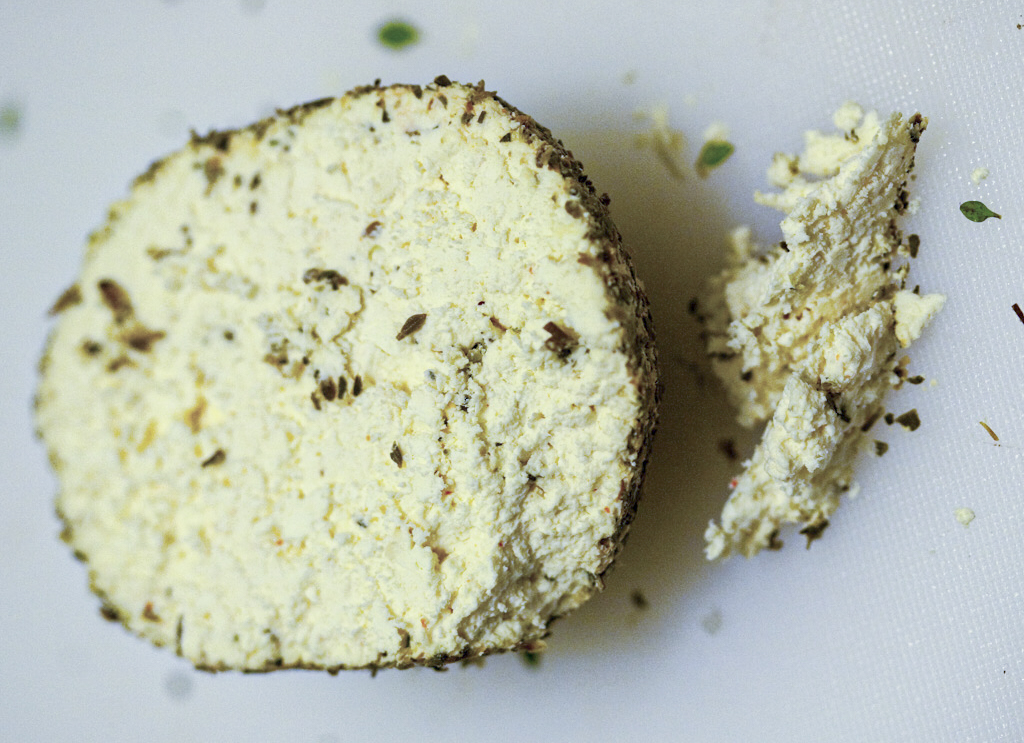
Chenklich.

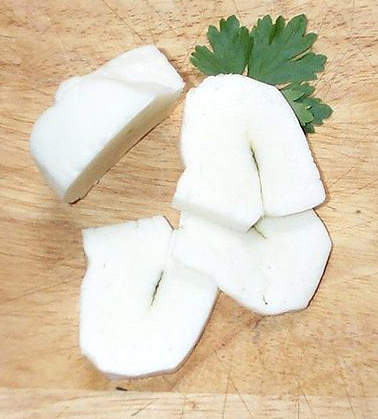
Halloum.

Il existe de nombreux types différents de fromages dans la cuisine levantine. Ces fromages sont généralement blancs et salés.

## Exemples courants
- Fromage de Saint Jean d'Acre ou akawi : fromage blanc de saveur complexe. Principalement utilisé comme un fromage de table.
- Fromage du pays ou fromage baladi : blanc doux, lisse, crémeux. Un fromage à une saveur douce. À tartiner sur du pain frais ou des craquelins. Il est mangé au petit déjeuner ou en collation.
- Fromage halloum : fromage d'origine chypriote, qui fait désormais partie intégrante de la cuisine syrienne/libanaise/ Jordanienne
- Fromage labneh : fromage à base de lait fermenté (yaourt) concentré traditionnel, issu du rayeb égoutté.
- Fromage kechek : fromage à base de yaourt fermenté et de boulghour.
- Fromage tcherkesse : fromage frais doux.
- Fromage d'Arabie (en arabe : jebneh arabieh) : fromage simple trouvé dans tout le Moyen-Orient. Il est particulièrement populaire en Égypte et dans les pays arabes du golfe Persique. Ce fromage a une texture ouverte et une saveur douce. Le patrimoine du produit a commencé avec les Bédouins, à l'aide de chèvre ou de brebis, mais la pratique actuelle est d'utiliser du lait de vache. Le jibneh arabieh est utilisé pour la cuisine, ou simplement comme fromage de table.
- Fromage de Saint-Georges ou fromage khadra (en arabe : jibne khadra) : un fromage à pâte dure blanche avec un goût salé prononcé, souvent bouilli avant d'être mangé.
- Fromage kashkaval ou قشقوان (qašqawān) : fromage d'origine italienne, intégré dans les cuisines syrienne et libanaise, utilisé pour gratiner le manakish.
- Fromage entrelacé ou mjadalé : un fromage blanc salé composé de grosses mèches entrelacées (d'où le nom).
- Fromage tressé ou mchalalé : un fromage blanc salé composé de fins brins de fromage tissés, saupoudré de nigelle.
- Fromage chenklich : un fromage affiné produit avec des épices et généralement présenté sous forme de boule couverte de poudre de thym (zaatar) ; plus souvent mangé en salade avec un mélange de tomates, d'huile d'olive et d'oignons.
- Fromage turcoman : un fromage poreux doux avec de saveur délicate.
- Fromage leben : un fromage obtenu à partir de lait cru fermenté spontanément.